# Caparreta negra dels cítrics
La caparreta negra dels cítrics o cotxinilla de l'olivera (Saissetia oleae) és una espècie d'hemípter esternorrinc de la família Coccidae.
Pot arribar a ser una de les plagues més importants de l'olivera. Malgrat la notable freqüència amb què es troba en aquest cultiu, tampoc és estrany trobar-la en cítrics, així com en diverses plantes ornamentals i autòctones.

## Noms comuns
Segons TERMCAT, Saissetia pleae rep els següents noms comuns: caparreta negra dels cítrics, capseta, conxa, cotxinilla de l'olivera, paparra, papellida, patateta, petxina, tortugueta.

## Etimologia
- Saissetia:
- oleae: mot llatí que significa oliva, que alhora prové del mot grec ἐλαία (elaía) amb el mateix significat.[4]

## Descripció
La femella adulta, que pareix mig gra de pebre, pot arribar a unes dimensions de 2,3 x 3,4 x 2,5 mm, el seu escut és de color gris i es va enfosquint a poc a poc fins a arribar a una coloració negra quan efectua la posta d'ous. Els ous (entre 500 i 3000) que estan protegits baix d'aquest, té forma el·líptica i és de coloració rosa pàl·lid, que a poc a poc passa a rogenca. Les larves són similars a l'adult, passen del color taronja al marró clar, arriben a mesurar 1,5 mm.

## Biologia
La caparreta negra és una espècie ovípara i partenogenètica, és a dir, les femelles no fecundades ponen dels quals fan eclosió femelles. Durant el seu desenvolupament muda tres vegades, passant per tres estadis nimfals abans d'assolir l'estat d'adult. Presenten només una generació anual, en climes més càlids poden presentar-ne dues. A l'hivern, l'estat més comú és el de la larva del tercer estadi, i un xicotet percentatge en el segon estadi. La transformació de la femella adulta té lloc a inicis de primavera, al maig. Per efectuar la posta, la femella es fixa sobre les branques o sobre els nervis de les fulles. La posta dura de 5 a 12 dies i la incubació dels ous de 15 a 20 dies. L'eclosió d'ous es pot perllongar fins a mitjans de setembre, segons zones i climatologia de l'any. Al cap d'uns dies ixen les larves i durant dos o tres dies es mouen amb agilitat buscant un lloc per fixar-se. Es troben al revers de les fulles. Es poden escampar amb el vent.

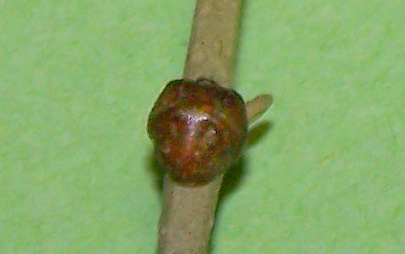
Femella adulta

Tant en olivera com en cítrics, les nimfes mòbils tendeixen a fixar-se a les fulles, prop del nervi central i prefereixen l'anvers al revers. Una vegada fixades romanen allà fins que tornen a migrar a les branques i brots. Una vegada a les branques es desenvolupen fins a arribar a adultes. Una vegada mortes poden ser fàcilment recognoscibles perquè perden la lluentor.
Sovint apareixen sobre plantes estressades i afeblides, agreujant encara més la debilitat.
Les nimfes de la caparreta negra són de color taronja brunenc i poden confondre's amb les de la caparreta grisa (Coccus pseudomagnoliarum) i les de la caparreta blana (Coccus hesperidum). Es poden diferenciar d'aquestes últimes perquè després de la primera muda apareixen les quilles en forma de H característiques de la caparreta negra, que es fan més notòries després de la segona muda.

### Factors abiòtics
Els factors abiòtics principals que afecten al desenvolupament de S. oleae són la temperatura i la humitat relativa. Aquesta espècie es veu afavorida per temperatures i graus d'humitat suaus, i per contra, les altes temperatures combinades amb poca humitat ambiental, sovint causada per certs vents, ocasionen altes taxes de mortalitat. Segons estudis no pareix que les baixes temperatures de l'hivern mediterrani puguen provocar una alta mortalitat.

### Plantes hostes
Es tracta d'una espècie polífaga i cosmopolita, aproximadament parasita 113 espècies de plantes de 49 famílies, preferint en clima mediterrani l'olivera, els cítrics i el baladres, a més a més d'una llarga llista d'espècies autòctones i ornamentals (Cycas, Euonymus, Laurus, Nerium, Pittosporum, etc.), encara que també es pot trobar en altres fruiters: caquier, mangraner, nespler i figuera.

## Simptomatologia i danys
Els símptomes clàssics són la presència dels escuts dels adults sobre brots i fulles, l'aparença brillant de l'arbre degut a la mel de melada que desprén l'insecte i la coloració negrenca que pren l'arbre en desenvolupar-se la negreta de l'olivera (Capnodium elaeophilum). En cítrics, aquesta sol aparéixer des de mitjan desembre fins a primavera, per la qual cosa si el fruit no ha sigut collit també serà cobert per la negreta i consegüentment es devaluarà la seua comercialització. Per això, la importància d'aquesta plaga augmenta en les varietats de cítrics tardanes.
Els danys que ocasiona són directes i indirectes. Els primers corresponen a la depressió vegetativa de l'arbre a conseqüència de la succió de saba, tant pels estadis larvals, com les femelles adultes d'aquest insecte produeixen danys directes en extraure-la de l'arbre per a alimentar-se, afeblint els òrgans atacats. Els segons la presència de la negreta, que origina nous danys indirectes en disminuir l'activitat de la fulla, ocasionant la seua caiguda, i inclús la dessecació de branques. A més, la mel de melada actua com a atraient per als adults de la mosca de l'oliva (Bactrocera oleae), que un colp atreta diposita els seus ous en el fruit. A més, tant la mel de melada com la negreta dificulten la collida de l'oliva.

## Mostreig i llindar de tractament

### Mostreig
És important realitzar el mostreig en aquelles parcel·les on la caparreta negra ha causat danys en els darrers anys. S'ha de realitzar a principis de l'estiu quan tots els ous han fet eclosió i les nimfes es troben en el seu estat més sensible (N1 i N2). Entre juliol i agost observar 4 brots (un per orientació cardinal) de 25 arbres i determinar la presència de nimfes.

### Llindar de tractament
Tractar quan més de 25 brots estiguen ocupats per nimfes vives. Si la parcel·la mesura més d'una hectàrea repetir el mostreig en diversos sectors o files.

## Gestió agronòmica

### Control biològic
A finals d'abril sol ser quan es registra el període de més activitat parasitària. Els enemics naturals més freqüents són els parasitoides del gènere Metaphycus (Metaphycus lounsburyi (himenòpter encírtid), Metaphycus helvolus (himenòpter encírtid) i M. flavus (himenòpter encírtid)) diverses espècies dels quals han sigut importades a Europa o exportades des d'Europa per al control d'aquest i altres còccids. Les dues dos últimes espècies són parasitoides solitaris de nimfes, mentre que el primer és un parasitoide gregari de femelles adultes. També es pot trobar l'afelínid Coccofagus lycimnia. Les soltes massives de M. helvolus han resultat eficaços per a controlar la caparreta negra en altres països.
Pel que fa als depredadors es coneixen diversos polífags que s'alimenten d'aquest insecte, com ara Scutellista caeruela, un himenòpter pteromàlid les larves del qual s'alimenten dels ous de la caparreta, és també molt abundant en la regió mediterrània. A més d'altres com Chilocorus bipustulatus (coleòpter coccinèl·lid), Exochomus quadripustulatus (coleòpter coccinèl·lid), Rhizobius lophantae (coleòpter coccinèl·lid), Chrysoperla carnea (neuròpter crisòpid) i les larves del lepidòpter Eublemma scitula.
El fong entomopatògen Verticillium lecanii pot desenvolupar-se sobre la caparreta negra en zones i èpoques d'alta humitat. Els individus afectats apareixen blanquinosos.

### Control cultural
Les altes temperatures acompanyades d'una baixa humitat relativa al principi de l'estiu minven notablement les poblacions de nimfes. Una bona poda pot incrementar la taxa de mortalitat. També convé controlar la presència de certes espècies de formigues en aquelles parcel·les on la presència de la caparreta negra és habitual.

### Control químic
El moment de tractar resulta essencial per a controlar les poblacions coccoïdeus en general. En el cas de la caparreta negra aquest es realitzarà a mitjans d'estiu una vegada totes les femelles reproductores hagen sorgit, els ous hagen fet eclosió i la majoria de la població estiga composta per nimfes de primer i segon estadi, que són sensibles als tractaments. En cas d'haver de realitzar una aplicació fitosanitària l'oli de parafina i els olis vegetals estan autoritzades en citricultura ecològica.
| Classificació pel mode d'acció (IRAC) | Matèria activa  | Termini de seguretat (dies) |
| UNM                                   | Oli de parafina | -                           |
| 7C                                    | Piriproxifèn    | 30                          |
| 23                                    | Spirotetramat   | 14                          |
| 4A                                    | Acetamiprid     | 14                          |
| 4C                                    | Sulfoxaflor     | 7                           |

La classificació pel mode d'acció (IRAC) emprada per a cada producte pretén visualitzar les diferents maneres d'acció en els quals basar les rotacions per al maneig de les resistències.